# Route nationale 203a (Belgique)
Pour les articles homonymes, voir Route nationale 203.
La route nationale 203a est une demi-boucle de contournement de la ville de Hal.
Elle fait le lien entre l'autoroute E429 / A8 (Tournai - Hal) et le ring de Bruxelles R0. Par extension, elle permet un accès rapide vers l'autoroute E19 (Bruxelles - Mons / Charleroi).
Elle donne aussi accès à plusieurs routes nationales :
- N7 (Hal - Enghien - Ath - Tournai)
- N6 (Bruxelles - Hal - Tubize - Braine-le-Comte - Soignies - Mons)
- N28 (Nivelles - Braine-le-Château - Hal - Ninove)

Cette route de compétence régionale offre un tronçon à deux fois deux voies et la vitesse y est limitée à 70 km/h.
Malgré les deux bandes dans chaque sens, des embouteillages subsistent aux heures de pointe. Ils sont dus au rétrécissement de deux voies à une voie avant chaque entrée sur le contournement ainsi qu'à la présence de trois carrefours équipés de feux de signalisation.